# Ibrianu (okręg Braiła)
Ibrianu – wieś w Rumunii, w okręgu Braiła, w gminie Grădiștea. W 2011 roku liczyła 673 mieszkańców.